# 1051 Merope
1051 Merope este o planetă minoră (asteroid), cu un diametru de 60,439 km, din centura de asteroizi. A fost descoperită pe 16 septembrie 1925 la Observatorul Königstuhl de Karl Wilhelm Reinmuth și a fost numită după Merope⁠(d). 
Obiectul prezintă o orbită caracterizată de o semiaxă mare de 3,2150588 UAi, o excentricitate de 0,096291, o înclinație de 23,50336 ° în raport cu ecliptica.